# Вико (озеро)
Вико (итал. Vico) — вулканическое озеро в провинции Витербо на севере Лацио в Италии.
Вико находится на высоте 507 м над уровнем моря в кратере вулканического массива Чимини. Имеет подковообразную форму, образуемую горой Венере, вдающейся в озеро с северной стороны. Берега покрыты лесом. Богато рыбой. 
Сток из озера идёт на юго-восток по подземному водоотводу в реку Викано, впадающую в приток Тибра — Трею.
В 1982 году на базе озера был создан одноимённый природный заповедник (категория МСОП — IV).
Озеро популярно среди туристов.